# Gonatocerus huberi
Gonatocerus huberi är en stekelart som beskrevs av Zeya 1995. Gonatocerus huberi ingår i släktet Gonatocerus och familjen dvärgsteklar. Inga underarter finns listade i Catalogue of Life.